# 菊池伸之
菊池 伸之（きくちのぶゆき）は、TBSのエグゼクティブプロデューサー。
プロデューサーとして2002年に長野で行われたフィギュアスケートの世界選手権を手がけ、2004年アテネ五輪では、TBSの中継を担当。五輪番組では、メーンキャスターにSMAPの中居正広と久保純子を起用。コメンテーターには女子レスリングの山本美憂やシンクロの小谷実可子らを招いた。また、世界陸上など多くのスポーツ国際大会中継番組にプロデューサーとして携わった。ボクシング中継にも多く携わった。

## 主な担当番組
- フィギュアスケート世界選手権長野大会（2002年）
- アテネ五輪（2004年）
- WBA世界ライトフライ級タイトルマッチ「亀田興毅vsファン・ランダエタ」（2006年8月2日）[3]
- WBA世界ライトフライ級タイトルマッチ「亀田興毅vsファン・ランダエタ」（2006年12月20日）
- WBC世界フライ級タイトルマッチ「亀田大毅vs内藤大助」（2007年10月11日）